# Cosmos (bairro do Rio de Janeiro)
Cosmos é um bairro da Zona Oeste do município do Rio de Janeiro.
Seu IDH, no ano 2000, era de 0,759, o 110º colocado entre 126 regiões analisadas no município do Rio de Janeiro.

## História
Nas terras que pertenceram ao Engenho da Paciência, a Companhia Imobiliária Cosmos construiu um grande loteamento, a Vila Igaratá. Quando foi implantado o ramal ferroviário de Mangaratiba, a Companhia cedeu uma área para a construção da Estação Cosmos, inaugurada em 1928, que deu nome ao bairro. O acesso também era feito pela antiga Estrada Real de Santa Cruz (atual Av. Cesário de Melo). O bairro se caracteriza pela presença de conjuntos habitacionais, loteamentos e comunidades, como a Vila do Céu e Vila São Jorge. Destacam-se os loteamentos Vila Santa Luzia, bairro Anápolis, Parque São Paulo  e conjuntos na rua Paçuaré e Rua das Amendoeiras onde está um dos afluentes do Rio Cação Vermelho.
Tem por vizinhança os bairros de Inhoaíba, Paciência, Santa Cruz, Campo Grande e Guaratiba. Não deve ser confundido com Vila Kosmos. Está situado entre as Serras de Paciência e Morro do Silvério
Nota: A denominação, delimitação e codificação do Bairro foi estabelecida pelo Decreto Nº 3158, de 23 de julho de 1981 com alterações do Decreto Nº 5280, de 23 de agosto de 1985.
É predominantemente um bairro calmo, servido por uma estação de trens da Supervia, e cortado pelas vias avenida Cesário de Melo,  que liga Santa Cruz a Campo Grande Estrada de Paciência e Rua Campo Grande, principais via de transportes urbanos do bairro. A mesma possui 03 (três) trechos de ciclovias, ao longo destas principais vias.  
Conta com uma população de 65.961 habitantes (segundo informações do Instituto Brasileiro de Geografia e Estatística - IBGE - Censo Demográfico 2000).
É o bairro da escola de samba Unidos de Cosmos, Igreja Santa Sofia e Cosmos Atlético Social .